# Milan Rastislav Štefánik

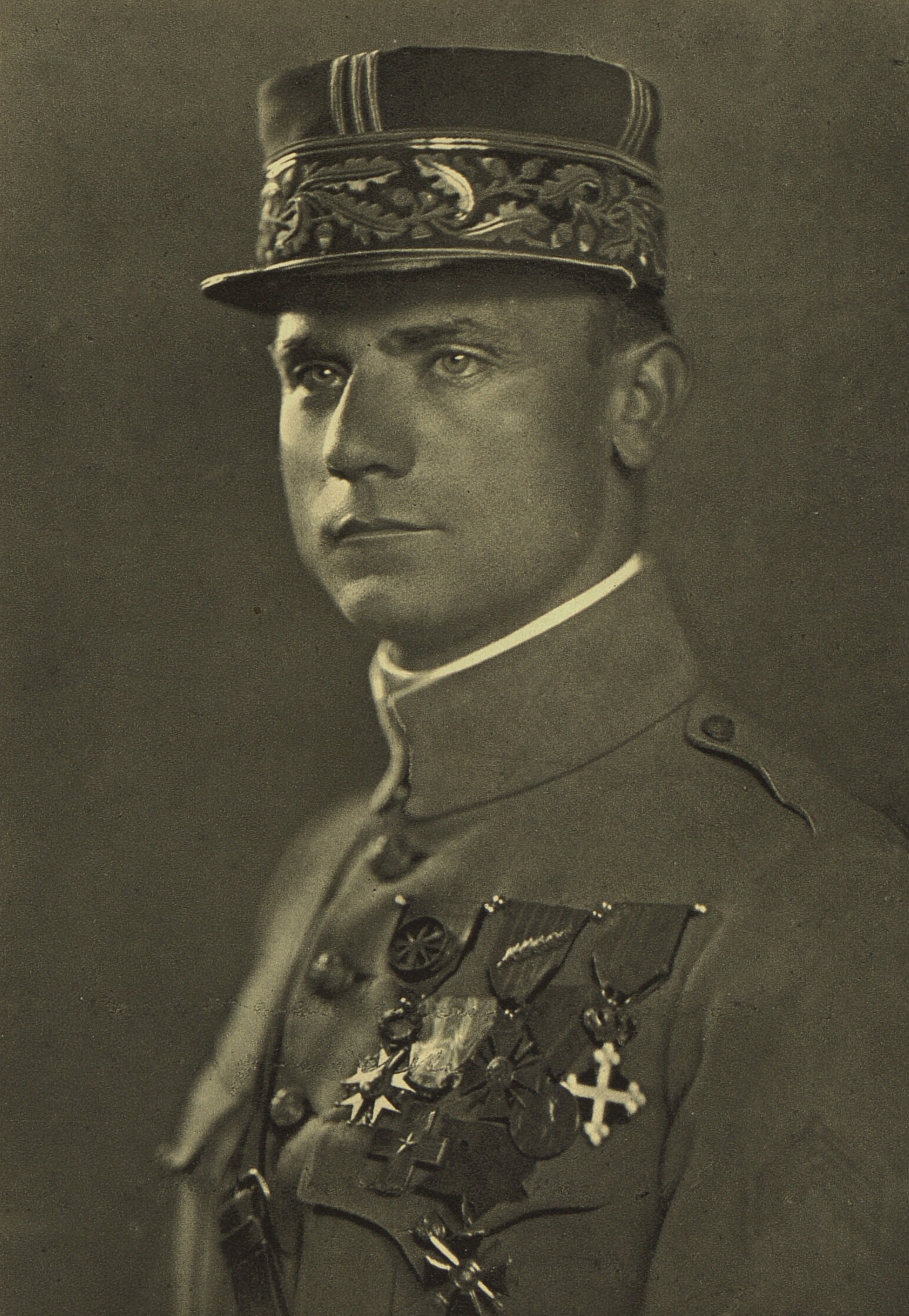
Milan Rastislav Štefánik

Milan Rastislav Štefánik (* 21. Juli 1880 in Košariská; † 4. Mai 1919 in Ivanka pri Dunaji) war ein slowakischer Politiker, Astronom, Diplomat, Offizier, französischer Militärpilot, General, Gründer der Tschechoslowakischen Legionen im Ersten Weltkrieg und gilt neben Tomáš Garrigue Masaryk und Edvard Beneš als einer der drei Gründerväter der Tschechoslowakei. Von 1918 bis 1919 war er der erste tschechoslowakische Kriegsminister a) in der Vorläufigen tschecho-slowakischen Regierung (14. Oktober 1918 bis 14. November 1918).

## Leben
Štefánik kam als eines von 13 Geschwistern einer lutherisch-slowakischen Pastorenfamilie im damaligen Königreich Ungarn zur Welt. Er besuchte das evangelische Lyzeum in Preßburg und Ödenburg. Er studierte Astronomie an der Karls-Universität Prag und lernte als Student den tschechischen Politiker Tomáš Garrigue Masaryk kennen. Dadurch fand er Eingang in die tschecho-slowakische Politik und schloss sich der liberalen slowakischen Studentenbewegung Detvan an, die gegen die ungarische Herrschaft und die russophilen Positionen der Slovenská národná strana (Slowakische Nationalpartei von 1871) auftrat.
Nach der Promotion 1904 ging er 1906 an das bedeutende Pariser Observatorium und nahm an Forschungsreisen für astronomische Beobachtungen, vor allem Sonnenfinsternisse, etwa nach Brasilien, Neuseeland, Tonga, Tahiti oder die Galapagosinseln teil.
Štefánik war ein Mitglied im Bund der Freimaurer.

### Erster Weltkrieg

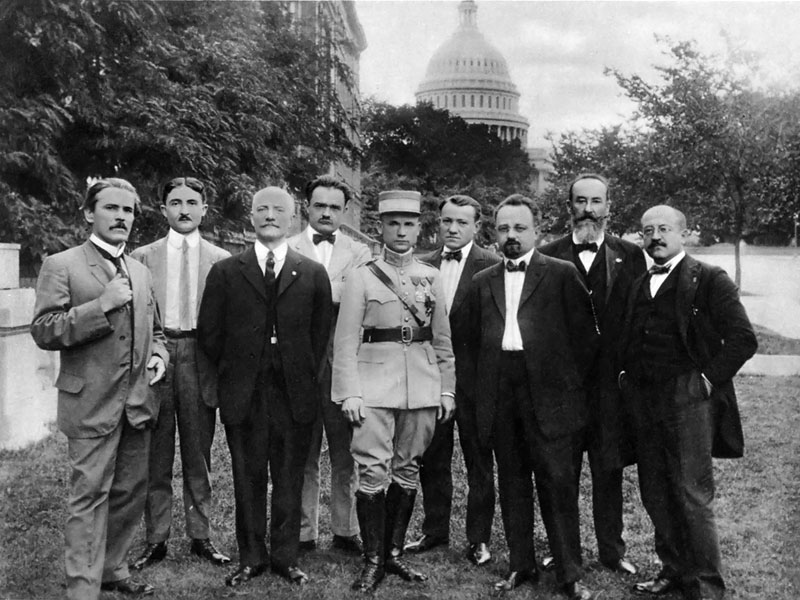
Štefánik (in Uniform) auf einer seiner Missionen in Washington, D.C.

1912 wurde Štefánik französischer Staatsbürger; nach dem Beginn des Ersten Weltkrieges diente er als Kampfpilot der französischen Armee vor allem in Serbien. Ab 1915 widmete er sich ganz der Politik und propagierte mit tschechischen Exilpolitikern die Auflösung Österreich-Ungarns und die Gründung der Tschechoslowakei. Im Februar 1916 war er Mitbegründer des Tschechoslowakischen Nationalausschusses. Er reiste erfolgreich durch die wichtigsten Staaten der Entente und in die USA, um diese für die tschechoslowakische Sache zu gewinnen.
Der Nationalausschuss beauftragte ihn mit der Errichtung einer eigenen Armee, bestehend aus den tschechischen und slowakischen Kriegsgefangenen der Entente. Finanzielle Unterstützung erhielt das Vorhaben vor allem vom französischen Staat sowie von in die USA ausgewanderten Slowaken. Zu seinen erfolgreichsten diplomatischen Erfolgen gehört das Dekret über die Schaffung der tschechoslowakischen Armee in Frankreich, welches die französische Regierung im Dezember 1917 erließ. 1918 wurde er zum General der Tschechoslowakischen Legionen. Er baute die Legionen in Russland, Frankreich und Italien mit auf. Im Mai 1918 versuchte er vergebens, die Hauptkräfte der Legionen in Sibirien zum Aufbau einer neuen Ostfront einzusetzen und entschloss sich, die tschechoslowakischen Einheiten zum Schutz der Transsibirischen Magistrale einzusetzen.
Am 14. Oktober 1918 wurde er – zusammen mit Masaryk und Beneš – Mitglied der ersten tschechoslowakischen Regierung, der Vorläufigen tschecho-slowakischen Regierung, in der er dem Ministerium für das Militärwesen a) vorstand; in diesem Amt blieb er bis zu seinem Tod am 4. Mai 1919.

### Tod

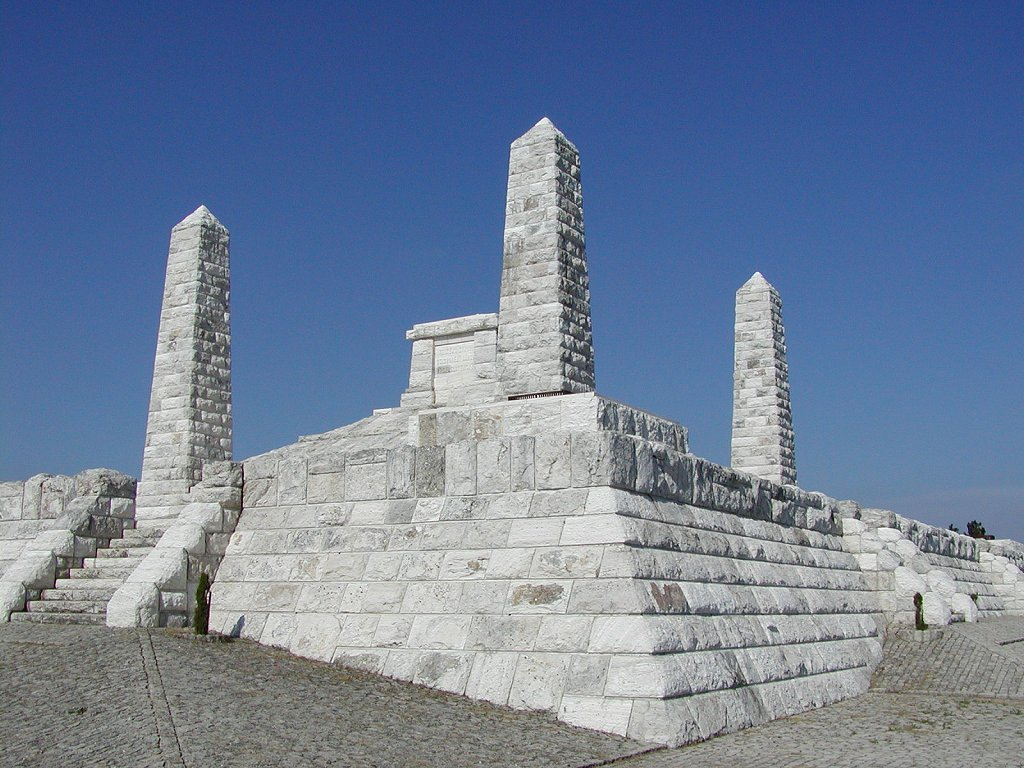
Grabmal auf dem Berg Bradlo

Štefánik starb kurz nach der Entstehung der ČSR am 4. Mai 1919 beim Absturz eines italienischen Militärflugzeugs vom Typ Caproni Ca.33 (Nummer 11495) in Vajnory nahe Bratislava. Mit ihm kam auch die dreiköpfige italienische Besatzung ums Leben. Die Ursachen des Vorgangs wurden nie vollständig geklärt. Eine verbreitete Erklärung war, eine tschechoslowakische Flugabwehrkanone hätte den dreimotorigen Doppeldecker irrtümlich abgeschossen. Vermutlich wurde das grün-weiß-rote italienische Hoheitszeichen des Flugzeugs mit dem ähnlich aussehenden ungarischen Hoheitszeichen verwechselt. Mit Ungarn lag die Tschechoslowakei wegen des Konflikts um die Slowakei faktisch im Kriegszustand. In der Slowakei fand auch die Sichtweise teilweise Verbreitung, der populäre Štefánik sei Opfer eines Anschlags geworden, um der Slowakei eine wirklich gleichberechtigte Stellung in der Tschechoslowakei – die sie in den Folgejahren tatsächlich nicht erhielt – vorenthalten zu können.

### Ehrungen
1907 erhielt er den Jules-Janssen-Preis.
Ab 1909 war er Mitglied der Royal Astronomical Society. Er wurde 1914 für seine wissenschaftliche Tätigkeit zum Offizier der Ehrenlegion ernannt.

### Würdigungen

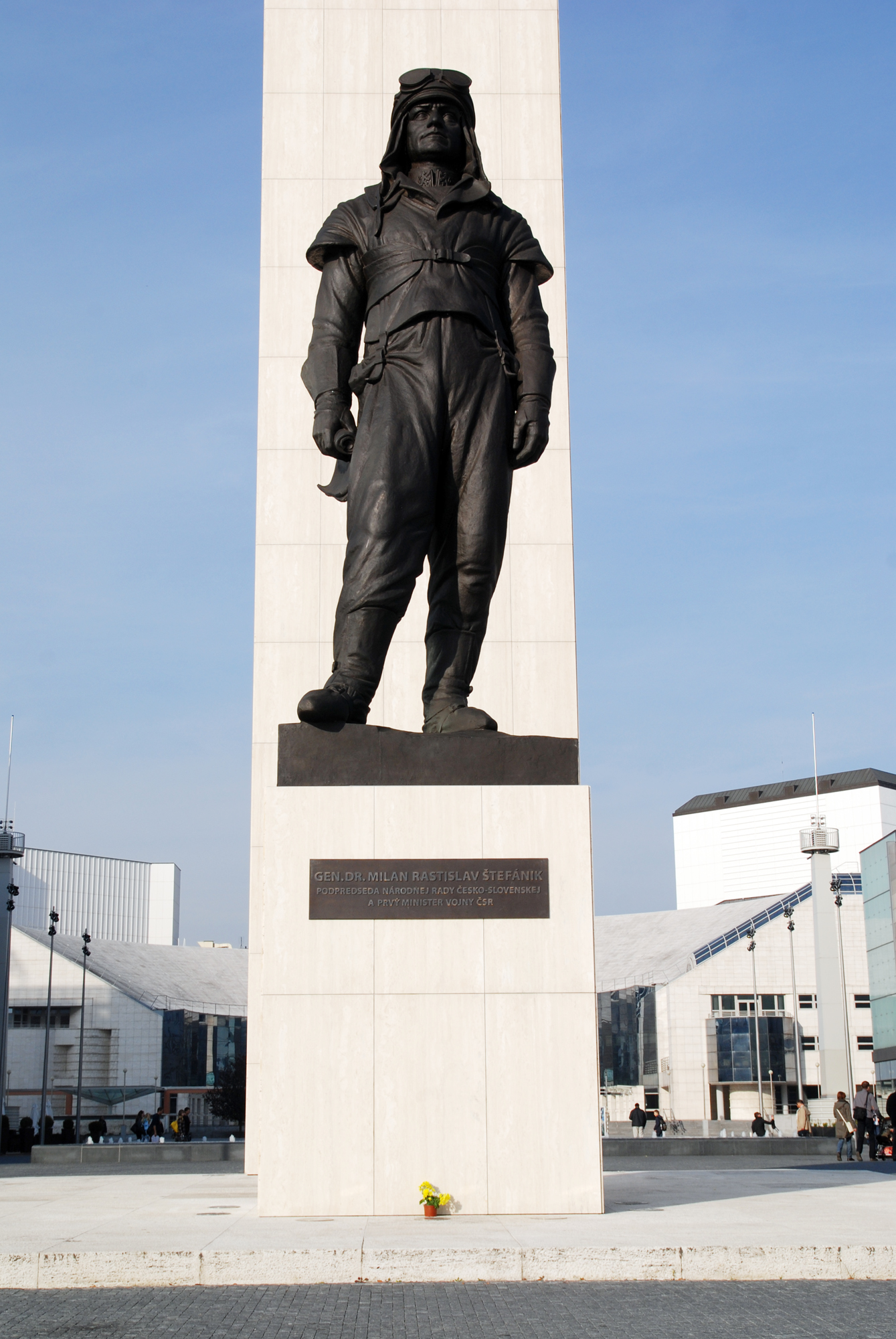
Statue Štefániks auf dem Milan-Rastislav-Štefánik-Platz in Bratislava

Štefánik ist seit 1928 im großen Grabmal von Milan Rastislav Štefánik auf dem Berg Bradlo, dem Hausberg von Brezová pod Bradlom im Gebirge Myjavská pahorkatina, begraben. Ein symbolisches Grabmal nahe der Absturzstelle steht zwischen Ivanka pri Dunaji und Most pri Bratislave. Der etwa 106 km lange Wanderweg zwischen den beiden Stätten heißt Štefánikova magistrála. Der historische Fernwanderweg Štefánikova cesta war ein Vorgänger des heutigen Cesta hrdinov SNP, des längsten slowakischen Fernwanderwegs. Eine Berghütte unterhalb des Ďumbier in der Niederen Tatra trägt seinen Namen. Viele Straßen wurden nach ihm benannt. Statuen von ihm gibt es in Prag, Bratislava, Trnava und Paulhan (Frankreich), ein Denkmal in Košice (Slowakei).
Auch der Flughafen Bratislava ist nach ihm benannt. Die Tschechoslowakei brachte 1991 und 1993 eine 10-Kronen-Münze mit seinem Porträt in Umlauf und er war auch auf dem ehemaligen slowakischen 5000-Kronen-Schein zu sehen. 1994 wurde das Milan-Rastislav-Štefánik-Kreuz gestiftet und 2019 würdigte die Slowakei seinen 100. Todestag mit einer 2-Euro-Gedenkmünze. Weiterhin ist er Namensgeber für den Asteroiden (3571) Milanštefánik, eine Prager Sternwarte und einen Eisenbahntunnel auf der Bahnstrecke Nové Mesto nad Váhom–Veselí nad Moravou. Auch das Luftwaffengeschwader in Malacky trägt seinen Namen.